# きゅうりメロン
きゅうりメロン（学名：Melothria scabra）は食べられる実をつけるつる植物の一種である。果実はブドウほどの大きさで、酸っぱい風味のあるキュウリのような味がする。英語名はmouse melon、Mexican sour gherkin、cucamelon、Mexican miniature watermelon、Mexican sour cucumber、pepquinosなどである。
この植物はメキシコや中央アメリカが原産地である。この地域では"sandiita"(小さいスイカ)と呼ばれている。西洋と接触する前に栽培植物になったと信じられている。

## 概要
きゅうりメロンは安定的に成長するようになるまで時間がかかるが、適切な条件のもとでは最終的に3メートルにまで伸びる。他のキュウリに比べると耐乾燥性があって害虫に強い。キュウリと同様雌雄同株であり、同じ株から雄花と雌花両方がはえる。自家受粉できるが、個々の花は自家受精できない。花は小さくて黄色く、直径4ミリほどである。果実は雌花の基部につく。